# 土主街道
土主街道，是中华人民共和国重庆市沙坪坝区下辖的一个乡镇级行政单位。

## 行政区划
土主街道辖以下地区：
土主社区、团结湾社区、永祥社区、双龙社区、明珠山村、田坝村、向家坪村、四塘村、五一村、力量村和三圣宫村。